# The Expendables (fumetto)
The Expendables è una miniserie a fumetti del 2010, scritta da Chuck Dixon e disegnata da Esteve Polls, nella quale gli eroi del film I mercenari - The Expendables, energico tributo agli action movie degli anni ottanta e novanta, scritto, diretto e interpretato da Sylvester Stallone, ritornano in azione, diventando eroi a fumetti.
È stata pubblicata in quattro numeri dalla americana Dynamite Entertainment, sempre all'avanguardia nel mondo dei comics statunitensi, fra maggio e luglio 2010.

## Trama
La storia si colloca prima della vicenda cinematografica del film I mercenari - The Expendables, quindi il fumetto è un prequel a tutti gli effetti del film.
Dopo anni di corruzione, uccisioni di ostaggi americani e violazioni delle regole internazionali, il Governo degli Stati Uniti d'America in accordo con altre Nazioni decide di assoldare segretamente un gruppo di mercenari per detronizzare un sadico dittatore che ha causato devastazioni in Sud America per oltre 20 anni.
La missione pericolosa, spinosa e soprattutto non autorizzata ufficialmente da alcun Governo, viene quindi affidata agli Expendables, un gruppo di collaudati mercenari che non fanno domande perché sono troppo impegnati a calcolare le percentuali d’ingaggio. Il capo è Barney Ross (Sylvester Stallone nel film). I suoi uomini sono Lee Christmas (Jason Statham), Yin Yang (Jet Li), Toll Road (Randy Couture), Hale Caesar (Terry Crews) e Gunnar Jensen (Dolph Lundgren). "Sei amici-colleghi che non dicono mai di no quando c’è da tuffarsi nelle missioni più pericolose, sempre con un occhio al futuro - e improbabile - pensionamento".

## Realizzazione
La storia è scritta da un veterano del mondo del fumetto come Chuck Dixon (Batman, G.I. Joe, The Eye of the World), mentre ai disegni troviamo Esteve Polls (The Good, the Bad, and the Ugly). Le copertine sono curate da Lucio Parrillo (Red Sonja, Warlord of Mars, Raise of the Dead), che rappresenta i personaggi del film con precisione quasi fotografica.
L'opera è stata pubblicata in quattro numeri dalla americana Dynamite Entertainment fra maggio e luglio 2010, ma è stata poi pubblicata anche in un volume unico sempre dalla stessa casa editrice.